# Огрызково (Бологое)
Огрызково — микрорайон города Бологое Бологовского района Тверской области, бывшая деревня Бологовского района Калининской области. С 1956 года улица Мира города Бологое.
Расположена на берегу озера Огрызково, прежнее название озеро Змено, оз. Б. Змено (Б. Злино), "в версте озеро Глухое".
Прежнее название Агрызково  Агрызковского общества, Часовня, хлебо-запасный магазин, 2 мелочные лавки, озеро Змино, 168 жилых строений, 113 занятых постройками дворовых мест.